# Lucius Aemilius Paullus Macedonicus
Lucius Aemilius Paullus Macedonicus (* um 229 v. Chr.; † 160 v. Chr.) war ein römischer Feldherr und Politiker.
Sein Vater war Lucius Aemilius Paullus, der in der Schlacht von Cannae geschlagene und getötete Consul. Lucius Aemilius Paullus war das Oberhaupt der Patrizierfamilie der Aemilii Paulli, die aufgrund ihres Vermögens und ihrer verwandtschaftlichen Beziehungen zu den Scipionen äußerst einflussreich waren.
Nach der Ableistung seines Militärdienstes als Militärtribun wurde Paullus 193 v. Chr. zum curulischen Aedil gewählt. Der nächste Schritt in seiner Ämterlaufbahn war die Wahl zum Praetor im Jahr 191 v. Chr. Nach dieser Amtszeit ging er in die hispanischen Provinzen, wo er von 191 bis 189 v. Chr. mit wechselndem Erfolg gegen die Lusitaner kämpfte. 189/88 v. Chr. gehörte er zu den zehn Mitgliedern einer Senatskommission, die gemeinsam mit Gnaeus Manlius Vulso die Verhältnisse in Kleinasien nach dem Sieg über Antiochos III. neu ordneten. Paullus wurde im Jahr 182 v. Chr. zum ersten Mal zum Konsul gewählt, mit Gnaeus Baebius Tamphilus als Kollegen. Sein nächstes militärisches Kommando, jetzt mit proconsularischem Imperium, war der Feldzug im folgenden Jahr gegen die Ingauni in Ligurien.
Im Jahr 171 v. Chr. brach der Dritte Makedonische Krieg aus, als der Konsul Publius Licinius Crassus in der Schlacht von Callicinus vom makedonischen König Perseus geschlagen wurde. Nach zwei Jahren unentschiedenen Verlaufs wurde Paullus im Jahr 168 v. Chr. mit Gaius Licinius Crassus als Kollege erneut zum Konsul gewählt. Er wurde vom Senat mit der Kriegsführung in Makedonien beauftragt und gewann nur kurze Zeit später, am 22. Juni, die entscheidende Schlacht von Pydna. Perseus wurde gefangen genommen und der Dritte Makedonisch-Römische Krieg war beendet.
Als abschreckendes Beispiel hieß Paullus die Ermordung von 500 Aitolern gut, die für ihre Opposition gegenüber Rom bekannt waren. Er schickte viele Griechen und Makedonen nach Italien in die Verbannung, konfiszierte ihren Besitz im Namen Roms, behielt aber – so Plutarch – zu viel für sich selbst. Durch Siegesfeiern und Monumente machte Paullus den Besiegten auch symbolisch klar, dass Makedonen und Griechen nun Rom unterworfen waren.
Auf dem Rückweg nach Rom 167 v. Chr. zeigten sich seine Legionen unzufrieden mit ihrem Anteil an der Beute. Um sie zufriedenzustellen, ließ Paullus die Armee in Epirus ihren Marsch unterbrechen, einem Land, das der Sympathie mit den Makedonen verdächtig war. Zwar war die Region bereits unterworfen, dennoch befahl Paullus die Plünderung von siebzig ihrer Städte. 150.000 Menschen wurden versklavt und die Region verwüstet.
Sein Einzug in Rom war prächtig. Mit der immensen Beute, die er aus Makedonien und Epirus mitgebracht hatte, feierte er einen spektakulären Triumphzug (obwohl die Volksversammlung zunächst den Triumph verweigern wollte), in dem er auch den gefangenen König von Makedonien mit sich führte. Als Geste der Anerkennung verlieh ihm der Senat den Beinamen Macedonicus.
Dies war der Höhepunkt seiner Laufbahn. Im Jahr 164 v. Chr. wurde er zum Zensor gewählt, starb aber im Laufe der fünfjährigen Amtszeit im Jahr 160 v. Chr. Mit dem Tod des Macedonicus hatte das Glück der Aemilii Paulli ein Ende.
Sein politischer und militärischer Erfolg hatte keine Parallele in seinem Privatleben. Er war verheiratet mit Papiria Masonis, von der er – wieder laut Plutarch – aus unbestimmten Gründen geschieden wurde. Aus dieser Ehe hatte er vier Kinder, zwei Söhne und zwei Töchter, von denen eine mit dem Sohn des älteren Cato verheiratet war, die andere mit Aelius Tubero, einem reichen Plebejer. Paullus Macedonicus heiratete ein zweites Mal und hatte erneut zwei Söhne. Da aber vier Söhne für ihn zu viel waren, um einen erfolgreichen cursus honorum zu finanzieren, entschied er, die beiden ältesten, wie es in Rom üblich war, befreundeten Familien zur Adoption zu geben. Einer wurde als Quintus Fabius Maximus Aemilianus Adoptivsohn eines Fabius Maximus. Der andere wurde von Publius Cornelius Scipio aufgenommen, dem Sohn des Scipio Africanus, und wurde Publius Cornelius Scipio Aemilianus Africanus, Scipio Africanus der Jüngere, der Eroberer von Karthago im Dritten Punischen Krieg im Jahr 146 v. Chr.
Nachdem seine beiden ältesten Söhnen bei den mächtigsten Patrizierfamilien Roms untergekommen waren, rechnete Paullus damit, dass die beiden jüngeren Söhne seinen eigenen Namen forttragen würden. Beide starben jedoch jung und kurz nacheinander, als Paullus seinen Triumphzug feierte.